# Leónidas Plaza
Leónidas Plaza Gutiérrez, né le 18 avril 1865 et mort le 17 novembre 1932, est un homme d'État équatorien. Il a été président d’Équateur à deux reprises, de 1901 à 1905 et de 1912 à 1916. Un de ses enfants, Galo Plaza Lasso, a également exercé cette fonction.